# L'Homme subjugué
L'Homme subjugué (titre original en allemand Der Dressierte Mann, titre anglais The Manipulated Man) est un livre écrit en 1971 par Esther Vilar. L'idée principale de ce livre est que les femmes ne sont pas opprimées par les hommes mais au contraire manipulent les hommes à leur avantage. Ce livre a été réédité en 2009.

## Résumé
Le livre défend l'idée que les femmes des cultures industrialisées ne sont pas oppressées, mais au contraire utilisent un système bien rodé de manipulation des hommes, contrairement à ce qu'affirment les féministes.
Esther Vilar affirme que les hommes ont été entraînés et conditionnés par les femmes, à la manière de Pavlov avec ses chiens pour qu'ils deviennent ses esclaves. Ils reçoivent comme compensation pour leur travail un accès périodique au vagin d'une femme. Le livre affirme que les jeunes garçons sont encouragés à associer leur masculinité avec leur capacité à avoir une relation sexuelle avec une femme, et qu'une femme peut contrôler un homme en ayant le contrôle social sur son sens de la masculinité.
L'auteur dit que les normes sociales, comme l'idée que les femmes sont faibles, sont construites par les femmes pour satisfaire leurs besoins, et un homme ne reçoit de reconnaissance que s'il a satisfait les besoins d'une femme.
Esther Vilar affirme que les femmes peuvent contrôler leur émotions alors que les hommes en sont incapables et que les femmes simulent des réactions surdramatisées pour contrôler les hommes et obtenir ce qu'elles veulent. Elle indique que les femmes ont recours au chantage contre les hommes et utilisent la sexualité comme une monnaie d'échange.
Le livre décrit l'usage que les femmes font des traditions et des concepts d'amour et de romance, vus de manière plus positive que le sexe, pour contrôler la vie sexuelle des hommes. Esther Vilar écrit que les hommes n'ont rien à gagner d'un mariage et que les femmes, qui contrôlent l'argent gagné par les hommes, ne se marient que pour disposer de l'argent de leur mari, et qu'elles font pression sur les hommes pour qu'ils les demandent en mariage sous des prétextes de romantisme.

## Accueil du livre par la critique
(mars 2021).
The Manipulated Man a été populaire au moment de sa publication grâce à l'echo de la presse sur le sujet.
Esther Vilar est passée dans l’émission The Tonight Show le 21 février 1973 pour parler de son livre. En 1975 elle est invitée par le Westdeutscher Rundfunk à un débat télévisé avec Alice Schwarzer, une des féministes les plus en vue du moment. Le débat est très agressif, chacune émettant des attaques vives voire personnelles sur leurs points de vue respectifs ; les réactions du public sont très polarisées, les femmes s'indignant plus des propos de Vilar, tandis que les hommes s'agaçaient de la sévérité de Schwarzer. Durant l'émission, Schwarzer compare The Manipulated Man au magazine nazi Der Stürmer.

## Récompenses
D'après l'institut du livre espagnol, la version espagnole du livre titrée El Varon Domado était le troisième livre le plus populaire en Espagne en 1975.